# Ölumlaufschmierung
Eine Ölumlaufschmierung wird bevorzugt zur Schmierung und Kühlung von Gleit- und Kugellagern angewendet. Sie ist eine Form der Ölbadschmierung für höhere Drehzahlen der zu schmierenden Bauteile.

## Allgemeines und Funktionsweise
Zur Senkung der Betriebstemperatur und zur Vermeidung häufiger Ölwechsel wird allgemein die Ölumlaufschmierung verwendet. Im Vergleich zu der Ölbadschmierung ist in diesem System eine Ölpumpe integriert und das Öl durchläuft einen Kreislauf. Nachdem es durch die Lager gelaufen ist, setzt es sich in einem Tank ab, wird dem Bedarf entsprechend gefiltert, gekühlt oder gewärmt und anschließend wieder zu den Schmierstellen gefördert. Die Aufbereitung des Öls geschieht entweder im Schmierkreislauf oder in einem separaten Nebenkreislauf, der hierfür je nach Anwendungsfall mit einer eigenen Pumpe ausgestattet sein muss.
Durch die Ölfilterung wird der Verschmutzungsgrad gesenkt und die Lagerlebensdauer verlängert. In größeren Systemen bestehen mehrere Kreisläufe, die mit Stromüberwachungsgeräten kontrolliert werden. Dieses System wird als automatische Schmierung bezeichnet. Durch sie wird eine permanente Versorgung betreffender Lagerstellen mit dem richtigen Schmierstoff und der präzisen Menge sichergestellt. Das unterbindet aber nicht die Kontrolle dieses Systems. So galt der mit diesem System ausgerüstete Buchli-Antrieb zur Schmierung des Motorritzels als besonders wartungsaufwändig.

## Tabelle mit Richtlinien für den Öldurchsatz
| Tabelle: Richtwerte für den Öldurchfluss | Tabelle: Richtwerte für den Öldurchfluss | Tabelle: Richtwerte für den Öldurchfluss | Tabelle: Richtwerte für den Öldurchfluss |
| Lagerbohrung d in mm                     | Lagerbohrung d in mm                     | Öldurchsatz Q in l/min                   | Öldurchsatz Q in l/min                   |
| über                                     | bis                                      | untere                                   | obere                                    |
| ---------------------------------------- | ---------------------------------------- | ---------------------------------------- | ---------------------------------------- |
| 0                                        | 50                                       | 0,3                                      | 1                                        |
| 50                                       | 120                                      | 0,8                                      | 3,6                                      |
| 120                                      | 400                                      | 1,8                                      | 6                                        |